# TONIGHT (Bad Boys: Ride or Die)
Tonight (conosciuta anche come Tonight (Bad Boys: Ride or Die) è un singolo del gruppo musicale statunitense Black Eyed Peas e del rapper dominicano El Alfa con la cantante americana Becky G, pubblicato il 10 maggio 2024, come primo estratto della colonna sonora del film Bad Boys: Ride or Die.

## Background e composizione
La canzone contiene un campione prominente e rallentato della canzone del 1986 "Tonight, Tonight, Tonight" della rock band inglese Genesis.

## Riconoscimenti
| Organizzazione   | Anno | Categoria                          | Risultato | Ref.  |
| ---------------- | ---- | ---------------------------------- | --------- | ----- |
| Premi Lo Nuestro | 2025 | Collaborazione crossover dell'anno | Nominato  | [ 3 ] |

## Grafici
| Grafico (2024)                                   | Posizione di picco |
| ------------------------------------------------ | ------------------ |
| Canzoni calde americane/elettroniche (Billboard) | 32                 |
| US Latin Airplay (Billboard)                     | 46                 |
| US Pop Airplay (Billboard)                       | 31                 |